# Liga okręgowa krakowska w hokeju na lodzie
Liga okręgowa krakowska w hokeju na lodzie – rozgrywki w hokeju na lodzie w województwie krakowskim. Liga stanowiła element trzeciego poziomu rozgrywkowego, a zwycięzca zawodów ubiegał się o awans do II ligi.
W sezonie 1949/1950 w lidze okręgowej krakowskiej rywalizowano w dwóch grupach, zachodniej i wschodniej. Zwycięzcą grupy wschodniej została drużyna Kolejarz Przemyśl.
Przed sezonem 1962/1963 dokonano reorganizacji rozgrywek. W jej wyniku okręg rzeszowski został zlikwidowany, a dotychczasowe rozgrywki ligi okręgowej rzeszowskiej zostały włączone do Krakowskiego Okręgowego Związku Hokeja na Lodzie (KOZHL) i połączone z ligą okręgową krakowską. Dla trzech zespołów z Rzeszowszczyzny utworzono w klasie A specjalną grupę rzeszowską okręgu krakowskiego, której zwycięzca wraz z mistrzem i wicemistrzem klasy A okręgu krakowskiego miał rywalizować o prawo ubiegania się o awans do II ligi. W sezonie 1964/1965 jedyny przedstawiciel woj. rzeszowskiego, Czuwaj Przemyśl, uczestniczył w lidze okręgowej krakowsko-rzeszowskiej, funkcjonującej pod egidą KOZHL.
W edycji 1970/1971 występował dotychczasowy uczestnik ligi okręgowej rzeszowskiej, Stal Sanok.

## Edycje
| Rok  | 1 miejsce            | 2 miejsce  | 3 miejsce          | 4 miejsce | 5 miejsce | Źródła |
| ---- | -------------------- | ---------- | ------------------ | --------- | --------- | ------ |
| 1956 | Cracovia             | AZS Kraków |                    |           |           | [ 6 ]  |
| 1963 |                      |            |                    |           |           | [ 7 ]  |
| 1966 |                      |            |                    |           |           | [ 8 ]  |
| 1971 | Podhale II Nowy Targ | Stal Sanok | LZS Czarny Dunajec |           |           | [ 9 ]  |